# Premio N-Peace
El Premio N-Peace, o Comprometerse a favor de la igualdad, el acceso, la comunidad y el empoderamiento es una iniciativa e insignia del Programa de las Naciones Unidas para el Desarrollo (PNUD), fundada en el año 2010 para conmemorar una década de la implementación de la Resolución 1325 del Consejo de Seguridad de las Naciones Unidas. Pretende reconocer las historias de las mujeres constructoras de la paz y los activistas de la región que encarnan la agenda del programa Mujeres, Paz y Seguridad.Se entrega en forma anual.
La Red N-Peace (Network) opera en Afganistán, Pakistán, Myanmar/Birmania, Sri Lanka, Indonesia, Filipinas y Nepal con el objetivo de aumentar el papel de la mujer en la resolución de conflictos y la consolidación de la paz. Se basa en la premisa de que si las mujeres, los hombres y las organizaciones de la sociedad civil a las que se dirige el programa reciben apoyo con mayores inversiones en capacidad, habilidades y recursos, podrán crear cambios institucionales y sociales que prioricen la inclusión y el empoderamiento de las mujeres y niñas. En última instancia, cambien el discurso sobre el papel de la mujer en la consolidación de la paz.
Muchas intervenciones destinadas a facilitar la participación de la mujer en el programa Mujeres, Paz y Seguridad han abordado la inclusión de la mujer mediante tácticas de arriba abajo: Influyendo en los encargados de la formulación de políticas y los legisladores, potenciando a la mujer para que realice su potencial económico e introduciendo cuotas para la participación de la mujer en los acuerdos de paz y las instituciones políticas. Sin embargo, podría decirse que estos enfoques no siempre abordan las causas estructurales subyacentes de la desigualdad entre los géneros. Además, considerar la paz como un proceso político o militar de alto nivel no permite abordar las cuestiones más amplias y matizadas a las que se enfrentan las personas corrientes afectadas por los conflictos en la sociedad. Por lo tanto, sirve para hacer brillar una luz muy necesaria sobre los defensores de la igualdad de género a nivel de base y las mujeres constructoras de la paz en la región.
En última instancia, N-Peace tiene cuatro objetivos principales: En primer lugar, llevar a cabo diálogos entre las comunidades, los gobiernos y otros grupos relacionados con el programa Mujeres, Paz y Seguridad. En segundo lugar, fomentar la capacidad de las mujeres activistas por la paz que trabajan sobre el terreno. En tercer lugar, ampliar y fortalecer la red de activistas por la paz para aplicar mejor la Resolución 1325 del Consejo de Seguridad (2000). Por último, apoyar la participación de las mujeres en la paz y la seguridad mediante el intercambio de sus historias.

## Lista de Ganadoras
| Ganadora                                  | Año  | Logros | Título del Premio                  | País de origen |
| Maisam Iltaf-Kazemi                       | 2019 | Maisam Iltaf Kazemi es el cofundador y presidente de la Fundación Rahila. Después de la trágica muerte de su primo Rahila por asistir a la escuela, Maisam y algunos de los compañeros de clase y la familia de Rahila se unieron para garantizar que se ofrezca una educación segura a todos, independientemente del género. Actualmente, la Fundación lleva a cabo programas de tutoría y biblioteca que han proporcionado apoyo a por lo menos 1.000 jóvenes; las niñas constituyen el 79% de los beneficiarios de la beca y el 62% del programa de tutoría. Utilizando sus habilidades como periodista, Maisam saca a la luz historias de paz, y destaca algunos de los problemas de vida y muerte a los que se enfrentan las mujeres y las niñas en su búsqueda de educación e igualdad de trato. | Generación de la paz               | Afganistán     |
| Sohaila Rezaee                            | 2019 | Sohaila Rezaee es cofundadora del Programa de Jóvenes Líderes Emergentes y Directora de la Organización para el Empoderamiento de la Juventud Afgana y la Construcción de la Paz (AYEPO). A través del Programa de Jóvenes Líderes Emergentes, Sohaila proporciona formación a las estudiantes de secundaria sobre liderazgo, defensa de la paz y apoyo de mentores. Se dedica a su formación como psicóloga para crear cohesión social, empoderar a las niñas y abogar por la paz a través de un trato igualitario. La metodología de Sohaila incluye una gama de mecanismos de apoyo cultural y artístico para involucrar a los segmentos más marginados de las comunidades en conversaciones sobre el empoderamiento de las niñas a través de la educación, la paz y la armonía social. Como parte de la Casa de la Cultura de Asia, prestó apoyo al Festival de Pintura de Parwaz en 2018, bajo el tema "El papel positivo de la mujer en la sociedad". También facilitó el concurso de arte de la escuela secundaria "Pintar para la paz", y se ofreció como voluntaria a los niños afectados por el conflicto con terapia artística y apoyo psicosocial. Sus esfuerzos han sido reconocidos con el nombramiento de Sohaila como becaria de cambio de generación por el Instituto de la Paz de los Estados Unidos (USIP). | Generación de la paz               | Afganistán     |
| Ram Bahadur Sunar                         | 2019 | Ram Bahadur Sunar es el presidente de Digo Bikash Samaj (DBS), una institución que agrupa a nueve organizaciones de base comunitaria que trabajan por el empoderamiento de las comunidades dalit marginadas en Kailali, mediante la aplicación de un enfoque de derechos humanos en Kailali. Tanto a través de su trabajo con DBS como fuera de él, Ram ha seguido abogando por la eliminación de todas las formas de violencia contra las mujeres. Identificando algunos de los problemas transversales a los que se enfrentan las mujeres, sus esfuerzos se han centrado en el aumento de la capacidad y la agencia de las mujeres dalit y de las exmujeres que trabajan en condiciones de servidumbre (kamlari). Miembro de la Federación de ONG de Nepal, Ram participa en su plataforma en la sociedad civil para asegurar el trato equitativo de las mujeres de grupos marginados. Esto ha incluido la creación y aplicación de programas de apoyo a las microempresarias y la movilización de las organizaciones de mujeres para pedir instituciones que tengan en cuenta las cuestiones de género a nivel local. | campaña para la acción             | Nepal          |
| Amina Rasul-Bernardo                      | 2019 | Destacada defensora de los derechos humanos, Amina Rasul-Bernardo ha utilizado una mezcla de participación del sector privado para el desarrollo de la paz sostenible, la promoción académica de las intersecciones entre el género, la religión y la paz, el periodismo y la participación de la comunidad con las comunidades afectadas por el conflicto para garantizar la inclusión de las mujeres en una miríada de niveles. Es cofundadora del Centro Filipino para el Islam y la Democracia (PCID), una institución cuyo objetivo es empoderar a Bangsamoro para la paz y el desarrollo. Amina ha trabajado incansablemente para organizar el Noorus Salam (Luz de Paz), una red nacional de mujeres musulmanas líderes religiosas y de la sociedad civil. Encabezó la Conferencia Nacional Ulama de Filipinas, una red nacional de líderes religiosas musulmanas. | campaña para la acción             | Filipinas      |
| Froilyn Tenorio Mendoza                   | 2019 | Froilyn Tenorio Mendoza ha pasado décadas defendiendo los derechos de las mujeres y niñas de Teduray y Lambangian. Actualmente, es miembro fundador y directora ejecutiva de la Teduray Lambangian Women's Organization Inc. (TLWOI), una organización que presta apoyo a las mujeres indígenas en la resolución de casos de divorcio, apoyo jurídico a las víctimas de la violencia de género, participa en audiencias públicas para las reclamaciones de dominio ancestral y, en general, moviliza a los grupos de mujeres para influir en los sistemas de justicia tradicionales. Se informa de que la organización ha logrado ejercer presión para que se adopte una medida especial temporal de base comunitaria contra el matrimonio precoz y la poligamia en Mindanao. Froilyn expresa la necesidad de que se incluya a la mujer en los foros regionales e internacionales, y ha sido delegada en la Cumbre Mundial para poner fin a la violencia sexual en los conflictos (2014), así como en la Mesa Redonda de Expertos sobre el apoyo a la participación de la mujer en el proceso de paz (2015). En 2018, se desempeñó como investigadora visitante en la Universidad Nacional de Australia. | Historias no contadas              | Filipinas      |
| Meena Baber                               | 2019 | Meena Baber es la directora general de la Organización para el Empoderamiento de la Mujer, una institución que aboga por la justicia social y los derechos de la mujer utilizando la programación de desarrollo a nivel comunitario como punto de entrada para cambiar las percepciones prevalecientes sobre la mujer y la igualdad de género. Su labor se centra principalmente en la promoción del empoderamiento de la mujer mediante la participación de la comunidad en las zonas afectadas por el conflicto. A lo largo de su carrera, Meena ha dirigido aproximadamente 70 proyectos sobre consolidación de la paz en zonas afectadas por conflictos, en particular proporcionando el siguiente apoyo en las Zonas Tribales de Administración Federal (FATA): capacitación en materia de consolidación de la paz, apoyo psicosocial a las poblaciones afectadas por conflictos y creación de zonas seguras para las mujeres afectadas por conflictos. Además, la labor de Meena ha ayudado a los desplazados internos que viven en las FATA mediante el suministro de alojamiento y el apoyo a las opciones en materia de salud y medios de vida. | Historias no contadas              | Pakistán       |
| Sarita Saru B.K.                          | 2019 | Sarita Saru B.K. is the Founding President of the Women Voice Foundation, and Executive Member of Saighali Media Group. Employing a mélange of development and mixed media advocacy, Sarita advocates against the discrimination of Dalit women. Her work incorporates localized efforts in the empowerment of Dalit women, and engaging online video activism to highlight contemporary cases of caste discrimination and its disproportionate impact on the lives of women and girls. Sarita is also the Coordinator of the International Coordination Committee of the United Dalit Network – a network of individuals advocating for community based development of Dalit communities. | Historias no contadas              | Nepal          |
| May Sabe Phyu                             | 2019 | May Sabe Phyu ha tenido una carrera dinámica abogando por la plena realización de los derechos humanos de la mujer. En la actualidad es Directora de la Red para la Igualdad de Género, y en su labor utiliza enfoques intersectoriales y hace participar a los interesados multisectoriales como asociados en el logro de la igualdad de género. Utiliza diversas plataformas para aprovechar los logros de las mujeres en Myanmar, e identifica y trabaja continuamente para abordar las leyes, las políticas y las normas culturales y sociales que obstaculizan el logro de la plena igualdad entre los géneros. La labor de May se centra en la promoción que tiene en cuenta el género, el origen étnico, los derechos de los discapacitados y el acceso a la atención de la salud. Es cofundadora de la Red de Paz de Kachin y de la Red de Paz de Mujeres de Kachin, organizaciones que abogan por el diálogo interétnico y la cohesión social. En 2015, recibió el Premio Internacional a las Mujeres de Coraje. En 2017, fue honrada por su papel en la promoción del programa de la mujer, la paz y la seguridad en Myanmar a través del Premio Global Trailblazer. | Historias no contadas              | Birmania       |
| Dewi Rana Amir                            | 2019 | Dewi Rana Amir es un profesional del derecho que trabaja para promover el programa de la mujer, la paz y la seguridad en Sulawesi Central (Indonesia). En la actualidad es la Presidenta de YBH Bantaya, una organización de asistencia jurídica que presta apoyo a las comunidades agrarias. Dewi explora los desafíos intersectoriales a los que se enfrentan las mujeres y las niñas en las comunidades agrarias. Su trabajo se centra en la propiedad comunitaria de los recursos y en su utilización como puerta de entrada para explorar cuestiones más amplias de igualdad de género en las comunidades agrarias. Nominada para el Premio Nobel de la Paz en 2005, e identificada como parte de las "1.000 mujeres de la paz", su trabajo sobre el acceso de las mujeres a los derechos de la tierra en las comunidades agrarias, la promoción de los derechos de las comunidades indígenas y la eliminación de la violencia contra las mujeres sigue siendo reconocido a nivel local y mundial. | Historias no contadas              | Indonesia      |
| Dayani Panagoda                           | 2019 | Especialista en políticas con experiencia en la participación de todos los segmentos de la sociedad de Sri Lanka, Dayani Panagoda ha tenido una larga carrera en la formulación, aplicación y difusión de políticas sobre la mujer, la paz y la seguridad. Actualmente se desempeña como Especialista Técnica Superior para Comunidades Mundiales, y su amplia carrera integra la capacitación de profesionales, mujeres líderes y estudiantes sobre el papel de la mujer en la cohesión social y la paz sostenible. Además de esta función, se desempeña como Directora del Instituto de Supervisión y Evaluación, una institución de reciente creación que coordina a expertos de diversas disciplinas para seguir el desarrollo multidimensional de Sri Lanka. | Historias no contadas              | Sri Lanka      |
| Zarqa Yaftali                             | 2019 | Zarqa Yaftali apoya los esfuerzos por incluir a las mujeres en la toma de decisiones a nivel nacional, a la vez que produce investigaciones que examinan los problemas intersectoriales a los que se enfrentan las mujeres sobre el terreno. En la actualidad es Director Ejecutivo de la Fundación de Investigación Jurídica para la Mujer y el Niño (WCLRF), y también forma parte de los consejos de la Red Regional de Mujeres (WRN), la Junta Consultiva sobre Cuestiones de Género y la Red Constitucional del Afganistán. | Historias no contadas              | Afganistán     |
| Khojasta Sameyee                          | 2018 | Periodista afgana, fue premiada por su trabajo en el uso de la radio para informar a comunidades remotas sobre los derechos de la mujer, la política y la consolidación de la paz. | Historias no contadas              | Afganistán     |
| Mahira Miyanji                            | 2018 | Activista social y fundadora de la Organización La mujer es el bienestar de la nación (Woman is Nation Welfare Organisation), fue premiada por su compromiso con el empoderamiento de las mujeres y la educación de las niñas en Lyari, Karachi. | Historias no contadas              | Pakistán       |
| Cynthia Maung                             | 2018 | Activista social y médica, fundadora de la Clínica Mae Tao, fue galardonada por sus esfuerzos en la prestación de atención sanitaria materna de emergencia en zonas de conflicto a mujeres refugiadas en la frontera entre Tailandia y Myanmar. | Historias no contadas              | Birmania       |
| Visaka Dharmadasa                         | 2018 | Activista por la paz y fundadora de la Asociación de Mujeres Afectadas por la Guerra, fue premiada por fomentar importantes diálogos entre mujeres de diferentes etnias en Sri Lanka, abogando por el empoderamiento y la inclusión de las mujeres en el proceso de construcción de la paz. | Historias no contadas              | Sri Lanka      |
| Logshari Kunwar                           | 2018 | Periodista y activista, fue premiada por su trabajo en la investigación de la violencia de género y las violaciones de los derechos humanos en Nepal. | Historias no contadas              | Nepal          |
| Mira Kusumarini                           | 2018 | Experta en extremismo violento y fundadora de C-Save (la Acción de la Sociedad Civil contra el Extremismo Violento), fue premiada por su trabajo en la rehabilitación y reintegración de niños y mujeres deportados afiliados a ISIS en forma segura a la sociedad. | Historias no contadas              | Indonesia      |
| Samira Gutoc-Tomawis                      | 2018 | Activista social y funcionaria del gobierno, fue premiada por su compromiso con la defensa de los derechos de las mujeres y los grupos marginados en las Filipinas posteriores al conflicto. | Historias no contadas              | Filipinas      |
| Hira Singh Thapa                          | 2018 | Activista social y defensor de los derechos de la mujer, fue premiado por sus continuos esfuerzos para alentar a los hombres a ayudar a poner fin a la práctica del "chauupadi", el matrimonio infantil, la violencia doméstica y los tabúes sobre la menstruación en Nepal. | Campaña para la acción             | Nepal          |
| Mary Akrami                               | 2018 | Activista, fundadora del Centro de Desarrollo de Habilidades de la Mujer Afgana y miembro del Alto Consejo de Paz de Afganistán, fue premiada por haber establecido "shuras" de paz para las mujeres que buscan la resolución de conflictos. | Campaña para la acción             | Afganistán     |
| Muqadasa Ahmadzai                         | 2018 | Activista por la paz y los derechos de la mujer, fue premiada por sus esfuerzos comunitarios de base contra los conflictos y el apoyo a los supervivientes de la violencia doméstica. | Generación Paz                     | Afganistán     |
| Sayeeda Muradi                            | 2017 | La activista de los derechos de la mujer, Sayeeda, fue reconocida por su papel en la gestión de las "shuras de paz" inclusivas y en el apoyo a la resolución de conflictos para los asuntos de la mujer a nivel comunitario y de distrito. | Historias no contadas              | Afganistán     |
| Cheery Zahau                              | 2017 | Cofundadora de la Liga de Mujeres de China y miembro del Partido Progresista de China, fue galardonada por sus esfuerzos en el empoderamiento de las mujeres refugiadas de China con capacitación en liderazgo, programas de educación y programas de salud y enfermería. | Historias no contadas              | Birmania       |
| Srijana Karki                             | 2017 | Destacada activista social que aboga por el fin de la violencia de género, Srijana fue premiada por su papel en asegurar que las voces de las personas pertenecientes a grupos o comunidades marginadas estén adecuadamente representadas y sean escuchadas a nivel gubernamental. | Historias no contadas              | Nepal          |
| Rahmatan                                  | 2017 | Trabajadora de ayuda humanitaria, consejera y defensora de los derechos judiciales de la mujer en Aceh, Rahmatan fue premiada por su labor de empoderamiento de las mujeres de Aceh y por proporcionarles el apoyo necesario para que surjan como líderes desde la base. | Historias no contadas              | Indonesia      |
| Farhat Sajaad                             | 2017 | Cofundadora de la Organización de Desarrollo Comunitario Shining Light, una organización de bienestar social que equipa a las comunidades con programas innovadores de educación, capacitación y desarrollo, fue premiada por fomentar el diálogo entre musulmanes y cristianos mediante la capacitación de ambas comunidades en actividades de empoderamiento económico. | Historias no contadas              | Pakistán       |
| Bernadine Anderson                        | 2017 | Fundadora de Bridge2Peace (B2P) y de la escuela La Petite Fleur en Sri Lanka, fue reconocida por su labor de apoyo a los esfuerzos de rehabilitación al comprometerse con los jóvenes ex Tigres Tamiles, logrando la paz a través de la educación. | Historias no contadas              | Sri Lanka      |
| Hadja Giobay Diocolano                    | 2017 | Fundadora de la Fundación Kadtabanga para la Paz y los Defensores del Desarrollo, que ayuda a las comunidades afectadas y vulnerables a los conflictos en el centro de Mindanao a convertirse en Comunidades de Paz y Desarrollo, fue premiada por promover una cultura de paz entre las comunidades afectadas por los conflictos, especialmente dirigida a los jóvenes y las mujeres. | Historias no contadas              | Filipinas      |
| Suraya Yosufi                             | 2017 | Fundadora del Afghan Girls Debating Project, un proyecto para estudiantes de secundaria y universitarias que ofrece una formación especializada en pensamiento crítico, razonamiento racional, habilidades de investigación, gestión del tiempo y trabajo en equipo, Suraya fue premiada por potenciar a las jóvenes y proporcionar una plataforma para que las mujeres afganas expresen libremente sus opiniones. | Generación Paz                     | Afganistán     |
| Sharif Shah Safi                          | 2017 | Profesor universitario y Director del Programa de Debates de la Organización Educativa y de Participación Cívica de la Juventud Afgana, Sharif fue reconocido por su papel en la prevención del extremismo, la violencia y las desigualdades mediante la promoción de la educación y las conversaciones respetuosas entre los jóvenes. | Generación Paz                     | Afganistán     |
| Gunawan                                   | 2017 | Cofundador del programa Sikola Mombine, una institución educativa independiente para mujeres de Sulawesi central que proporciona formación y habilidades de liderazgo, fue reconocido por su papel en el empoderamiento de las mujeres de Poso para que asuman papeles más prominentes tanto en la toma de decisiones de la aldea como en el proceso correlativo de consolidación de la paz. | Campaña por la paz                 | Indonesia      |
| Farhat Asif                               | 2017 | Fundadora del Instituto de Estudios sobre la Paz y la Diplomacia, fue galardonada por facilitar la cooperación entre los funcionarios del gobierno, las sociedades civiles, los grupos de reflexión y las instituciones educativas para plantear el tema de la inclusión de la mujer en las negociaciones de paz en el Pakistán. | Campaña por la paz                 | Pakistán       |
| Ruby Khalifah                             | 2016 | Como defensora de los derechos de los grupos minoritarios y de las mujeres marginadas, fue premiada por su papel en la difusión de la educación para la paz en toda Indonesia y por su labor de desarrollo de las aptitudes de liderazgo de las mujeres. | Historias no contadas              | Indonesia      |
| Basanti Chaudary                          | 2016 | Extrabajadora en régimen de servidumbre y Presidenta de la Kamaiya Pratha Unmulan Samaj (KAPUS), fue reconocida por su papel en la ayuda a las mujeres afectadas por la violencia para mejorar sus circunstancias económicas y sociales, concienciándolas sobre sus derechos y proporcionándoles las herramientas para su empoderamiento. | Historias no contadas              | Nepal          |
| Habiba Sarābi                             | 2016 | Primera mujer gobernadora del Afganistán y Vicepresidenta del Consejo Superior de Paz del Afganistán, Habiba fue premiada por su papel en la consecución de la paz en el Afganistán y en la mejora y enriquecimiento de los derechos civiles y políticos de las mujeres y las niñas tras el régimen talibán. | Historias no contadas              | Afganistán     |
| Sumika Perera                             | 2016 | Activista social y fundadora del Centro de Recursos para la Mujer, Sumika fue reconocida por su papel en el empoderamiento y el apoyo a las mujeres para que acepten sus derechos y se enfrenten a la subyugación arraigada en la sociedad en la que viven. | Historias no contadas              | Sri Lanka      |
| Rizwana Shah                              | 2016 | Defensora de los derechos de la mujer, fue galardonada por su papel en el empoderamiento de las mujeres para que obtengan independencia financiera en los sectores conservadores y patriarcales de la sociedad y en la defensa de la paz como fuente de inclusión. | Historias no contadas              | Pakistán       |
| Mariam Barandia                           | 2016 | Directora Ejecutiva de Kapamagogopa Inc., una ONG que imparte capacitación a jóvenes musulmanes y exmujeres combatientes para que amplíen sus oportunidades económicas y ejerzan su función en la consolidación de la paz, fue premiada por sus esfuerzos por disipar las percepciones negativas y los prejuicios entre las comunidades de Filipinas. | Historias no contadas              | Filipinas      |
| Mossarat Qadeem                           | 2016 | Activista por la paz y fundadora de PAIMAN Trust, una ONG que sensibiliza y educa a las comunidades sobre los efectos del extremismo violento, TOLANAS, y la Alianza de Mujeres para el Liderazgo de la Seguridad, Mossarat fue reconocida por su papel en la educación de las mujeres para desarrollar habilidades críticas de negociación para ayudar a la construcción de la paz en general. | Campañas para la acción            | Pakistán       |
| Rizky Ashar Murdiono                      | 2016 | Líder juvenil y cofundador de la iniciativa Youth Force Indonesia 2030, Rizky fue premiado por su papel en el empoderamiento y la participación de los jóvenes en la aplicación de los SDG y la promoción de la paz y la conciencia de los derechos, los derechos LGBT y la aceptación de la discapacidad. | Generación de la paz               | Indonesia      |
| Aliya Harir                               | 2016 | Cofundadora de Aaghaz-e-Dozi, una iniciativa de amistad indo-pakistaní que hace un llamado al cambio y a nuevas narrativas en las relaciones entre India y Pakistán y Embajadora del Cambio de la Juventud para el Festival Juvenil Global de la Paz, aliya fue reconocida por su papel en la defensa de un mundo en el que los jóvenes estén empoderados, independientemente de su origen, etnia o género. | Generación de la paz               | Pakistán       |
| Hasina Neekzad                            | 2015 | Activista política y de derechos humanos en pro de los derechos de las mujeres y los niños en el Afganistán, fue galardonada por la creación de una cultura de paz mediante el compromiso positivo de los jóvenes y los ancianos de las aldeas de la provincia de Herat. | Historias no contadas              | Afganistán     |
| Ja Nan Lahtaw                             | 2015 | Defensora de la paz y Directora Ejecutiva de la Fundación Nyein, Ja Nan fue reconocida por su trabajo en la facilitación de los diálogos políticos entre el gobierno de Myanmar y las organizaciones armadas étnicas de alto el fuego y por abogar por su inclusión en la vida política de Myanmar. | Historias no contadas              | Birmania       |
| Sharmila Tapa                             | 2015 | Fundadora del Foro para el Desarrollo de la Mujer de Samida, una ONG que empodera y apoya a las madres solteras en Nepal, fue premiada por abogar por cambios legislativos contra la violencia de género y por proporcionar un sistema de apoyo a las mujeres víctimas de la violencia. | Historias no contadas              | Nepal          |
| Rubina Feroze Bhatti                      | 2015 | Directora Ejecutiva de Taangh Wasaib Organisation, una organización basada en los derechos que lucha contra la violencia contra las mujeres, la intolerancia religiosa y las leyes discriminatorias en Pakistán, Rubina fue reconocida por su papel en la lucha contra la violencia de género e introdujo programas de educación en derechos humanos en más de 200 escuelas. | Historias no contadas              | Pakistán       |
| Jo Genna Martin Jover                     | 2015 | Activista de base de las tribus indígenas discriminadas en Filipinas, fue premiada por su dedicación a la promoción de la igualdad social y cultural de los pueblos indígenas, en particular de las mujeres moras, y por el fomento de la consolidación de la paz entre el Gobierno y las comunidades moras. | Historias no contadas              | Filipinas      |
| Maryam Durani Maryam                      | 2015 | Exmiembro del Consejo Provincial de Kandahar y defensora de los derechos de la mujer, Maryam fue premiada por sus numerosas iniciativas en pro de la inclusión de la mujer en la vida política y social en Kandahar (Afganistán). | Generación de paz                  | Afganistán     |
| Rahmat Ullah Rahimi                       | 2015 | Fundador de las Escuelas Modernas para Niñas, un centro educativo que ha proporcionado educación gratuita a más de 600 niñas en seis comunidades de refugiados, fue reconocido por defender los derechos de las mujeres y las niñas y por sus esfuerzos para poner fin a los matrimonios infantiles. | Peace Generation                   | Afganistán     |
| Kaushila Chaudhary                        | 2015 | Extrabajadora en régimen de servidumbre y activista de los derechos humanos, Kaushila fue premiada por su labor para poner fin a la discriminación y la violencia de género contra los ex kamaiyas en Nepal. | Generación Paz                     | Nepal          |
| Rahmatullah Noorzai                       | 2015 | Líder juvenil y fundador de un instituto educativo que ofrece clases y capacitación gratuitas a los desplazados internos, Rahmatullah fue reconocido por su labor con las mujeres y los niños desplazados internos en el Afganistán. | Generación Paz                     | Afganistán     |
| Hasina Jalal                              | 2014 | Defensora de los derechos de la mujer, periodista y conferenciante en el Afganistán rural, fue premiada por impulsar el programa de los derechos de la mujer en el Afganistán mediante la creación de capacidad con numerosas ONG nacionales. |                                    | Afganistán     |
| Syarifah Aliyyah Shihab                   | 2014 | Fundadora de la Fundación Sharifah Aliyyah Shibab, que fomenta las oportunidades para los jóvenes marginados desalentándolos de la influencia de oportunidades fundamentalistas y extremistas, fue reconocida por contribuir a la creación de una mentalidad antiterrorista entre los jóvenes de Indonesia. | Historias no contadas              | Indonesia      |
| Mi Kun Chan Non                           | 2014 | Directora y Vicepresidenta de la Organización de Mujeres de Mon y defensora de los derechos de la mujer, fue galardonada por abogar por la participación de la mujer en los procesos de paz y la vida política en Myanmar. | Historias no contadas              | Birmania       |
| Bimala Kadayat                            | 2014 | Youth mobilizer and community role model for building sustainable peace, she was awarded for her efforts in educating her community on issues of bonded labour, violence against women, discrimination, and child marriage. | Historias no contadas              | Nepal          |
| Mona Parkash                              | 2014 | Vicepresidenta del Grupo de Jóvenes del Futuro de Hyderabad, que promueve la paz y la tolerancia en la sociedad pakistaní, fue galardonada por sus esfuerzos en la promoción y la educación de los niños pakistaníes marginados. | Historias no contadas              | Pakistán       |
| Red de Mujeres por la Democracia y la Paz | 2014 | Organización de la sociedad civil local con sede en Yangón que se esfuerza por conectar con las personas y comunidades cuyos derechos y libertades han sido marginados. Se les premia por su compromiso de contribuir tanto a la democracia como a la paz para un Myanmar inclusivo. | Pensando fuera de la caja          | Birmania       |
| Rabiah Jamil Beg                          | 2014 | Destacada periodista de televisión y defensora de la igualdad entre los géneros, fue premiada por su compromiso de cubrir las cuestiones sociales que obstaculizan el progreso de la mujer en las sociedades conservadoras, y ha sido fundamental para aportar al debate la perspectiva de la mujer. | Romper los estereotipos            | Pakistán       |
| Hajji Khalil                              | 2014 | Excomandante yihadista, que luego fue fiscal, gobernador de distrito y jefe del Consejo Provincial de Paz de Badghis en el Afganistán, Hajji fue premiado por su contribución a la gestión de conflictos, la reconciliación y la paz inclusiva en el Afganistán. | Campañas para la acción            | Afganistán     |
| Miriam Coronel Ferrer                     | 2014 | La primera mujer que firmó un importante acuerdo de paz como negociadora principal de uno de los partidos, activista y profesora de ciencias políticas, Miriam fue galardonada por su dedicación para llevar a más mujeres a la mesa de negociaciones de paz y aplicar la resolución 1325 del Consejo de Seguridad de las Naciones Unidas a nivel nacional en Filipinas. | Campañas para la acción            | Filipinas      |
| Shah Zaman                                | 2014 | Presidente de la Fundación Vía Láctea, conferenciante y activista de los derechos humanos, Shah fue premiado por su dedicación a garantizar una educación gratuita de alta calidad a más de 200 estudiantes en el Pakistán. | Generación de la Paz               | Pakistán       |
| Wai Wai Nu                                | 2014 | Ex prisionero político, Wai Wai Nu es un constructor de paz y defensor de los derechos humanos. Fundadora de la Red de Mujeres por la Paz, una plataforma que promueve la paz y el entendimiento mutuo entre las diferentes etnias de Myanmar, fue galardonada por su compromiso con la defensa de los derechos de las mujeres marginadas. | Generación de la Paz               | Birmania       |
| Magdalena Bidau Soares                    | 2013 | Activista por la paz y exguerrillera, es la fundadora de Feto Haluk Hadomi Timor, una ONG que ofrece formación y apoyo a las viudas de los excombatientes. Fue premiada por su dedicación a la lucha continua por la paz, la unidad y los derechos de la mujer en Timor-Leste. | Modelos de papel para la paz       | Timor Oriental |
| Thavachsri Charles Vijayaratnam           | 2013 | Cofundadora de la Federación para el Desarrollo de la Mujer del distrito de Kilinochchi, una ONG que proporciona apoyo psicosocial y programas de integración social a los usuarios de los servicios, Thavachsri fue premiada por promover la mejora de la vida de las personas marginadas en las comunidades rurales de Sri Lanka. | Modelos de papel para la paz       | Sri Lanka      |
| Irene M. Santiago                         | 2013 | Pionera en la defensa de los derechos de la mujer y en la promoción de la paz, es cofundadora de la Comisión de Mindanao sobre la Mujer, una ONG compuesta por mujeres líderes moras, cristianas e indígenas. Fue galardonada por su compromiso con el avance del importante papel de la mujer en el programa de la Mujer, la Paz y la Seguridad. | Modelos de papel para la paz       | Filipinas      |
| Valentina Sagala                          | 2013 | Fundadora del Yayasan Institut Perempuan, una ONG que aboga por leyes que promuevan la protección de las mujeres y los niños, supervisa la formulación de políticas y la aplicación de la ley, y presta servicios directos a las mujeres y los niños supervivientes de la violencia, Valentina fue galardonada por sus esfuerzos en la promoción y la elaboración de leyes contra la violencia de género. | Modelos de papel para la paz       | Indonesia      |
| Shashi Kumary Adhikary                    | 2013 | Abogada y defensora de la igualdad entre los géneros, fue premiada por su compromiso con la campaña en pro de la igualdad entre los géneros en el marco de las leyes de Nepal y el acceso de la mujer a la justicia equitativa, promoviendo los derechos de la mujer desde la educación y los derechos de propiedad hasta el derecho básico de la identidad. | Modelos de papel para la paz       | Nepal          |
| Masuada Karokhi                           | 2013 | La diputada y activista afgana Masuada fue premiada por su labor de sensibilización sobre la promoción y protección de los derechos de la mujer en el Afganistán. | Modelos de papel para la paz       | Afganistán     |
| Suprayoga Hadi                            | 2013 | Funcionario público y defensor de los derechos de la mujer, Suprayoga fue premiado por sus esfuerzos en la inclusión de la mujer en las cuestiones de paz y seguridad en Indonesia. | Hombres que abogan por la igualdad | Indonesia      |
| Rohaniza Usman                            | 2013 | El exdirector de país de Filipinas y coordinador de la Iniciativa para Asia y América, Rohaniza, fue premiado por promover la paz y el desarrollo mediante la educación, el compromiso intergeneracional y el desarrollo socioeconómico en Mindanao y Bangsamoro. | Campeones de la paz emergentes     | Filipinas      |
| Farkhunda Zahra Naderi                    | 2012 | Ex parlamentaria afgana y Asesora Superior del Presidente en Asuntos de la ONU, fue galardonada por su compromiso de representar la voz de las mujeres en los entornos institucionales y de luchar por su participación política. | Modelos de rol para la paz         | Afganistán     |
| Quhramaana Kakar                          | 2012 | Asesora de género para el Programa de Paz y Reconciliación de Afganistán, ha sido decisiva en el desarrollo de políticas sensibles al género y en la organización de grupos de mujeres para que funcionen como un grupo de presión para el gobierno. Quhramaana fue galardonada por su compromiso de comprometer a las mujeres y los jóvenes de las zonas más inseguras del país en la creación de la paz y la reconstrucción de Afganistán | Modelos de rol para la paz         | Afganistán     |
| Suraiya Kamaruzzaman                      | 2012 | Fundadora de Flower Aceh y defensora de los derechos de las mujeres de Aceh, Suraiya fue galardonada por su labor de empoderamiento de la mujer garantizando su seguridad y asesorándola en cuestiones de derechos económicos y reproductivos. | Modelos de rol para la paz         | Indonesia      |
| Rupika De Silva                           | 2012 | Fundadora de Saviya, una ONG centrada en el apoyo a los derechos de las mujeres y los niños en las comunidades locales, fue premiada por promover un enfoque de desarrollo basado en la paz para las provincias meridionales y otras zonas de Sri Lanka afectadas por el conflicto y el empoderamiento de las aptitudes empresariales de las mujeres. | Modelos de rol para la paz         | Sri Lanka      |
| Radha Paudel                              | 2012 | Autora y activista, fue premiada por su compromiso en la defensa de la igualdad de ciudadanía, el fin del matrimonio infantil y el empoderamiento de las mujeres Mahesh en Nepal. | Modelos de rol para la paz         | Nepal          |
| Teresita Quintos Deles                    | 2012 | Activista social, funcionaria y exasesora presidencial del proceso de paz en Filipinas, fue premiada por sus esfuerzos en la aplicación de la Resolución 1325 del Consejo de Seguridad de las Naciones Unidas sobre la mujer, la paz y la seguridad a nivel nacional en Filipinas. | Modelos de rol para la paz         | Filipinas      |
| Sister Lourdes (Mana Lou)                 | 2012 | Fundadora de ISMAIK, una red de solidaridad en todo Timor Oriental que se ocupa de la asistencia humanitaria urgente y la pobreza, fue premiada por su dedicación a la promoción y defensa de los derechos humanos en Timor Oriental. | Modelos de rol para la paz         | Timor Oriental |
| Sadhu Ram Sapkota                         | 2012 | Ex Secretario Adjunto del Ministerio de Paz y Reconstrucción de Nepal, fue galardonado por sus esfuerzos en la aplicación de las Resoluciones de Seguridad de las Naciones Unidas 1325 y 1820 sobre el reconocimiento y el empoderamiento de los derechos y las experiencias de las mujeres, lo que convirtió a Nepal en el primer país del sur de Asia en nacionalizar y poner en práctica estas disposiciones. | Hombres que abogan por la igualdad | Nepal          |
| Amina Azimi                               | 2012 | Fundadora de Empowering Women with Disability and Landmine survivors, Amina fue premiada por su defensa de la protección y promoción de los derechos de las mujeres y niñas con discapacidad. | Campeones de la paz emergentes     | Afganistán     |
| Purna Shova Chitrakar                     | 2011 | Fundadora de la "Campaña para la Prohibición de las Minas Terrestres en Nepal", fue galardonada por su esfuerzo por empoderar a las víctimas de las minas terrestres y proporcionarles acceso a las oportunidades que necesitan para cumplir sus objetivos. | Modelos de papel para la paz       | Nepal          |
| Filomena Barros Dos Reis                  | 2011 | Activista en derechos humanos y justicia, fue premiada por su compromiso en la campaña por el cambio político en favor de las mujeres timorenses. | Modelos de papel para la paz       | Timor Oriental |
| Shreen Abdul Saroor                       | 2011 | Fundadora de la Federación de Desarrollo de la Mujer Mannar y de la Red de Acción de la Mujer para el empoderamiento y la promoción de los derechos de la mujer, fue premiada por sus esfuerzos en la campaña por la paz y la creación de estabilidad entre los diferentes grupos étnicos de Sri Lanka. | Modelos de papel para la paz       | Sri Lanka      |
| Electronita Duan                          | 2011 | Fundadora del Politenik Perdamaian Halamahera, un instituto para aquellos cuya educación fue interrumpida por el conflicto armado, fue premiada por su compromiso con la construcción de la paz y la búsqueda de la paz a través de la educación y los medios creativos. | Modelos de papel para la paz       | Indonesia      |